# Riekowiczi (przystanek kolejowy)
Riekowiczi (ros. Рековичи) – przystanek kolejowy w miejscowości Riekowiczi, w rejonie dubrowskim, w obwodzie briańskim, w Rosji. Położony jest na linii Briańsk – Smoleńsk.